# الالتقاط (مسلسل تلفزيوني)
الالتقاط (بالإنجليزية: The Capture) مسلسل بريطاني درامي لعام 2019 عن الجريمة الغامضة من تأليف وكتابة وإخراج بن تشانان وبطولة هوليدي غرينجر وكالوم تيرنر ولورا هادوك. تدور أحداث الفيلم في لندن، حيث تلعب غرينغر دور المفتش راشيل كاري، المكلفة باعتقال وتوجيه الاتهام للعريف في القوات الخاصة البريطانية شون إيمري (تورنر)، الذي يتطلع إلى تبرئة اسمه من جريمة مروعة، أدلتها جاءت من كاميرات المراقبة.
عُرض المسلسل لأول مرة على بي بي سي وان BBC One في 3 سبتمبر 2019، وتلقى نقد إيجابي من النقاد والجماهير. أُعلن في يونيو 2020 أنه تم تصوير سلسلة ثانية.

## طاقم التمثيل
هوليداي غرينجر: في دور دي راشيل كاري
كالوم تيرنر: في دور العريف شون إيمري
كافان كليركين: في دور المفتش باتريك فلين
بن مايلز: في دور القائد داني هارت
بول ريتر: في دور ماركوس ليفي
صوفيا براون: في دور كارين
فامك يانسن: في دور جيسيكا مالوري
جيني هولدر: في دور المفتشة ناديا لطيف
رون بيرلمان: في دور فرانك نابير
ليا ويليامز: في دور جيما جارلاند (وحدة خدمات المعلومات)
رالف إنيسون: في دور اليك بويد (كبير المفتشين)
باري وارد: في دور تشارلي هول
لورا هادوك: في دور هانا روبرتس
نايجل ليندسي: في دور توم كيندريكس
تومي ماكدونيل: في دور مات (صديق شون إيمري)
ديزي ووترستون: في دور أبيجيل (أخت راشيل كاري غير الشقيقة)

## الأحداث
بعد تبرئته من جريمة حرب في أفغانستان، يجد العريف السابق في القوات الخاصة البريطانية شون إيمري نفسه متهمًا باختطاف وقتل محاميته هانا روبرتس، مدعومًا بأدلة دامغة من كاميرات المراقبة التلفزيونية. بينما يعمل إيمري على تبرئة اسمه، تبدأ المفتشة المحققة راشيل كاري، التابعة لقيادة جرائم القتل والجرائم الخطيرة، في الكشف عن مؤامرة معقدة تحيط بإيمري، مما يدعو إلى التشكيك في صحة اللقطات.

## مواقع التصوير
قام الإنتاج بتصوير مشاهد داخلية في سجن كانتربري، كنت بإنجلترا في الحلقة الأولى، وذلك أثناء إطلاق سراح الشخصية الرئيسية شون إيمري (كالوم تورنر) من السجن مرتديا زي جندي. ثم أعيد اعتقاله فيما بعد وعاد إلى السجن. تم تصوير مشاهد داخلية أخرى في موقع النادي الليلي برنتوركس في جنوب لندن، وفي البرج الزجاجي المميز «شارد» في لندن.

## استقبال المسلسل
منح موقع الطماطم الفاسدة تقدير للمسلسل قيمته 92% بناء على آراء 39 ناقد سينمائي.
منحت الصحيفة اليومية البريطانية «التلغراف The Telegraph»، أربعة نجوم للمسلسل، ووصفته بأنه «ملفت للانتباه»، ومنحته صحيفة الإندبندنت The Independent أيضًا أربع نجوم، واصفة إياه بأنه «مثير للاهتمام، ولكنه معيب إلى حد ما، من نوع الإثارة التي تدور أحداثها في عالمنا الرقمي المعاصر». أشار جيمس جاكسون في مقاله في الصحيفة البريطانية اليومية «التايمز The Times» إلى حلقات المسلسل على أنها «فيلم إثارة منظم بدقة... من الواضح أنه يستجوب ثقافة المراقبة»، ومنح المسلسل أربعة نجوم. كانت صحيفة الجارديان أقل حماسًا، وخلصت إلى أن المسلسل «دراما ملتوية وإن كانت باهتة»، حيث أعطت الحلقة الافتتاحية ثلاثة نجوم فقط من أصل خمسة. تحسنت التعليقات على مدار المسلسل، وحظيت الخاتمة بإشادة كبيرة من قبل النقاد، مع إجراء العديد من المقارنات الإيجابية مع مسلسل بي بي سي المماثل «الحارس الشخصي Bodyguard» التي تم بثه في نفس الوقت تقريبًا من العام السابق. وصفت صحيفة التلغراف بأنها «سلسلة نهائية مرضية للغاية»، بينما أشار ناقد صحيفة التايمز جيمس جاكسون إلى المسلسل حيث كتب: «إن الحارس الشخصي للرجل المفكر، ولا توجد عدالة عندما يتعلق الموضوع بمسلسل» الالتقاط«إذا كان هناك عدالة، فإن الحارس الشخصي لهذا الرجل المفكر كان سيحصل على التقييمات الضخمة لمطابقة ذلك العرض الآخر. ومع ذلك، لطالما شعرت ان هذا المسلسل هو ذريعة لإجراء محادثة أكبر من مجرد ترفيه، ومن المؤكد أن الخاتمة لم تهتم بأي ألعاب نارية على غرار مسلسل الحارس الشخصي، مما يعني أنها ربما تكون قد فشل بالنسبة للبعض»، كررت سارة هيوز هذه المشاعر في مقالتها في صحيفة الغارديان، وعلقت وقالت: «إذا كان هناك أي عدالة، فسوف يتحدث الجميع عن» الالتقاط«. لقد أعلنت عن العرض بأنه» دقيق ومعقد«و» واحد من أكثر الأعمال الدرامية بذكاء في السنوات الأخيرة، والحلقة الأخيرة «ساعة نضج منعشة من التلفزيون».
كان المسلسل هو العرض الجديد الأكثر طلبًا في عام 2019 على البي بي سي مع أكثر من 20 مليون طلب للمسلسل. كما كان ثامن أكثر المسلسلات المطلوبة بشكل عام في عام 2019.
عن الأدء، تلقى كالوم تورنر ترشيحًا لجائزة تلفزيون الأكاديمية البريطانية لأفضل ممثل.

## وصلات خارجية
- الالتقاط (مسلسل تلفزيوني) على موقع IMDb (الإنجليزية)
- الالتقاط (مسلسل تلفزيوني) على موقع ميتاكريتيك (الإنجليزية)
- الالتقاط (مسلسل تلفزيوني) على موقع روتن توميتوز (الإنجليزية)
- الالتقاط (مسلسل تلفزيوني) على موقع كينوبويسك (الروسية)
- الالتقاط (مسلسل تلفزيوني) على موقع ألو سيني (الفرنسية)
- الالتقاط (مسلسل تلفزيوني) على موقع قاعدة بيانات الفيلم (الإنجليزية)